# 維塞利亞 (加利福尼亞州)
維塞利亞（/vaɪˈseɪljə/，vy-SAYL-yə）是美國加利福尼亞州圖萊里縣的縣治，位於中央谷地。面積74.0平方公里，2006年人口113,487人。這個數字於2010年上升至124,442人。本城於2010年是美國人口第198多的城市。
1852年建立堡壘，1853年成為縣治。1874年建市。

## 地理
蒙荷里的座標為36°19'27" N, 119°18'26" W（36.324100,-119.307347）。根據2000年人口普查，本城面積為36.3平方英里（94.02平方），其中99.95為陸地，0.05%為水域。

## 姐妹城市
- 義大利普蒂尼亞諾
- 日本三木市